# Szypicyno (obwód omski)
Szypicyno (ros. Шипицыно) – wieś (sieło) w Rosji, w obwodzie omskim, w rejonie bolszerieczeńskim. W 2010 liczyła 1268 mieszkańców.